# Moritz de Hadeln
Moritz de Hadeln (Exeter, 21 dicembre 1940) è un direttore di festival cinematografici internazionali.
Fondatore e direttore del Festival Internazionale del Documentario di Nyon dal 1969 al 1980, ha diretto il Festival del cinema di Locarno dal 1972 al 1977, il Festival Internazionale del Cinema di Berlino dal 1980 al 2001 e la Mostra internazionale d'arte cinematografica di Venezia nel 2002 e 2003. 

## Biografia
Nasce nel 1940 da padre inglese, editore d'arte, e madre rumena, scultrice e pittrice; suo nonno era lo storico d'arte rinascimentale Detlev Freiherr von Hadeln.
Cresce a Firenze, frequenta scuole in Francia ed in Svizzera, fin dalla tenera età dimostra interesse per la fotografia ed il cinema. Nel suo periodo parigino abbandona gli studi universitari per partecipare ad uno stage presso un laboratorio sperimentale cinematografico e per frequentare i corsi cinematografici di Raimond Rouleau. Inizia la sua carriera come fotografo, ma nel 1963 approda alla sua grande passione: de Hadeln dirige il suo primo documentario Le Pèlé ("Il Pellegrinaggio"), prodotto da Teleproduction a Zurigo. Prosegue lavorando per diversi anni con il direttore della fotografia Ernest Artaria. Nel 1966, de Hadeln dirige il suo secondo film, Ombres et Mirages ("Ombre e Miraggi"), Dopodiché lavora come montatore ed un film con Yves Allégret e come assistente alla regia alla CCC Film Studios a Berlino.
Nel 1979, dopo i sei anni al Festival di Locarno, de Hadeln viene invitato a dirigere il Festival Internazionale di Berlino; sotto il suo coordinamento l'evento tedesco viene riconosciuto come uno dei Festival più organizzati del mondo. All'inizio degli anni '80, malgrado la difficile situazione della Guerra Fredda che divide la città, riesce a far diventare il Festival un punto di incontro tra Est e Ovest. Viaggiatore instancabile nel mondo, de Hadeln è stato uno dei primi a scoprire il nuovo cinema cinese emergente. Quando crolla il Muro di Berlino nel 1989 e l'unità della Germania viene ristabilita, de Hadeln è abile e veloce nel cogliere l'occasione della rinascita della città rendendo il Festival uno dei luoghi di incontro più importanti della capitale tedesca. Dopo varie e dettagliate pianificazioni, nel 2000 riesce a trasferire l'evento nell'appena restaurata Potsdamer Platz, il cuore storico della città, dando al festival una nuova corporate identity di prestigio. Intanto, sviluppa inoltre all'interno del Festival il settore del "Mercato" rafforzando così i legami con la comunità internazionale del commercio cinematografico.
Nel marzo 2002, a soli cinque mesi dall'inizio della Mostra del cinema di Venezia, de Hadeln viene chiamato al difficile incarico di allestire in gran fretta il festival lagunare. L'arrivo di de Hadeln mette fine ad un lungo periodo di stallo nella Biennale di Venezia, incapace di trovare un accordo con il Ministero dei beni e attività culturali sul nome del nuovo direttore del settore cinema; de Hadeln è il primo direttore straniero della storia della Mostra di Venezia. La sua direzione, però, ha vita breve e si conclude l'anno seguente.
Nel 2005 viene incaricato di dirigere il New Montreal FilmFest a Montréal (Canada), ma il progetto festivaliero naufraga solamente un anno dopo.
È sposato con Erika von dem Hagen, che è sempre stata al suo fianco professionalmente, con un importante ruolo organizzativo, di selezionatrice di film e con una forte personalità riconosciuta e rispettata nel mondo dell'industria cinematografica. Erika è stata pioniera nell'introdurre la tecnologia informatica per l'organizzazione di festival internazionali. 
Moritz de Hadeln è Commendatore nell'Ordine delle Arti e delle Lettere del Ministero della Cultura francese (1986), Commendatore dell'Ordine al Merito della Repubblica Italiana (1988) ed Ufficiale nell'Ordine dei Meriti della Repubblica Federale Tedesca (2000). È membro della European Film Academy (EFA). Cittadino svizzero dal 1986, Moritz de Hadeln risiede tra Berlino e Gland (Svizzera).
Moritz de Hadeln, riflettendo sul suo lavoro, ha scritto: «Un direttore di un festival non dovrebbe scegliere i film solamente in base ai suoi gusti personali. Il cinema è arte, ma è anche un'industria. Mi sono sempre rifiutato di presentare film solo per seguire la moda del momento oppure solo per la fama del loro regista: anche i grandi hanno i loro momenti di debolezza durante la loro carriera. Una selezione di film, per me, deve rimanere aperta e senza dogmi, ignorando pressioni o la paura di eventuali polemiche. Il cinema non è solo intrattenimento, può anche essere un mezzo per una lotta sociale, un'invocazione per una società più tollerante e giusta, anche se trasmette un pensiero ideologico, l'arte ed il talento possono parlare al pubblico con un linguaggio accattivante e seducente provocando forti emozioni».